# SN 2009bl
SN 2009bl – supernowa typu II odkryta 17 marca 2009 roku w galaktyce A151631+5427. W momencie odkrycia miała maksymalną jasność 18,40m.